# Saint-Geniès-des-Mourgues
 Saint-Geniès-des-Mourgues  es una población y comuna francesa, situada en la región de Occitania, departamento de Hérault, en el distrito de Montpellier y cantón del Crès.

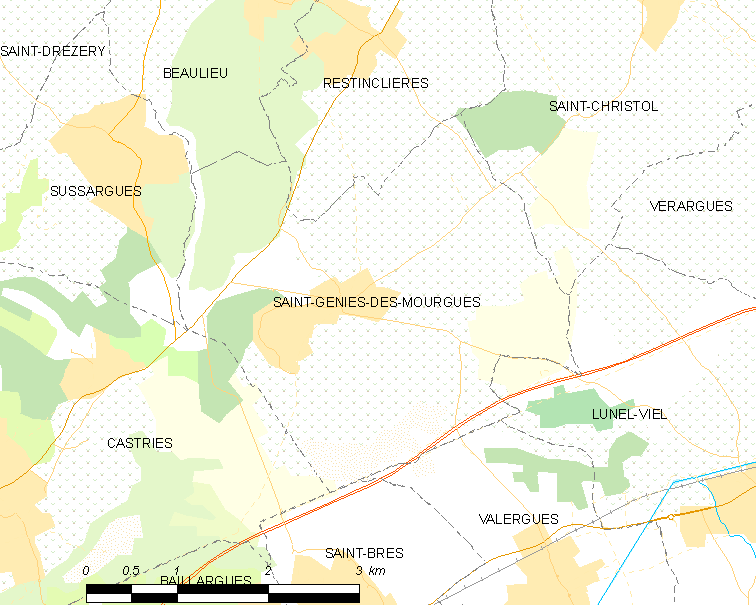
Mapa

## Demografía
| 694 | 862 | 834 | 1112 | 1415 | 1509 | 1844 |
| Para los censos de 1962 a 1999 la población legal corresponde a la población sin duplicidades (Fuente: INSEE [Consultar]) |     |     |      |      |      |      |